# Carrarese Calcio 1908 2020-2021
Questa voce raccoglie le informazioni riguardanti la Carrarese Calcio 1908 nelle competizioni ufficiali della stagione 2020-2021.

## Stagione
Nella stagione 2020-2021 la Carrarese disputa il girone A del campionato di Serie C, raccoglie 44 punti con il sedicesimo posto finale. Allenata per il quarto anno di fila da Silvio Baldini parte bene, al termine del girone di andata con 29 punti è sesta, poi nel girone di ritorno ha un calo vistoso, ne fa le spese il tecnico, che viene sostituito a metà aprile da Antonio Di Natale terminando comunque il torneo senza troppi patemi. In questa stagione non è stata disputata la Coppa Italia di Serie C, però la Carrarese ha potuto disputare la Coppa Italia nazionale, grazie al secondo posto della stagione scorsa, il 23 settembre nel primo turno ha superato (4-0) l'Ambrosiana, poi nel secondo turno incrocia il Venezia, che si impone (2-0) al Penzo in laguna. Per la Carrarese in doppia cifra tra i marcatori di stagione Saveriano Infantino che firma 11 reti, delle quali 10 in campionato.

## Divise e sponsor
Lo sponsor tecnico per la stagione 2020-2021 è Givova.
| Casa | Trasferta |

## Rosa
| N. |                   | Ruolo | Calciatore          |
| -- | ----------------- | ----- | ------------------- |
| 1  | Italia (bandiera) | P     | Guido Pulidori      |
| 2  | Italia (bandiera) | D     | Federico Valietti   |
| 3  | Italia (bandiera) | D     | Marco Imperiale     |
| 4  | Ghana (bandiera)  | C     | Daniel Kofi Agyei   |
| 5  | Italia (bandiera) | D     | Michele Murolo      |
| 6  | Italia (bandiera) | D     | Lorenzo Borri       |
| 7  | Italia (bandiera) | A     | Gianluca D'Auria    |
| 8  | Italia (bandiera) | C     | Andrea Luci         |
| 9  | Italia (bandiera) | A     | Giacomo Manzari     |
| 10 | Italia (bandiera) | A     | Giuseppe Caccavallo |
| 11 | Italia (bandiera) | A     | Elio Calderini      |
| 11 | Italia (bandiera) | A     | Luca Giudici        |
| 13 | Italia (bandiera) | D     | Federico Ermacora   |
| 14 | Italia (bandiera) | A     | Fabian Pavone       |
| 15 | Italia (bandiera) | A     | Guido Marilungo     |

| N. |                    | Ruolo | Calciatore          |
| -- | ------------------ | ----- | ------------------- |
| 16 | Italia (bandiera)  | C     | Davide Fortunati    |
| 17 | Italia (bandiera)  | C     | Giovanni Foresta    |
| 18 | Italia (bandiera)  | A     | Edoardo Fantini     |
| 18 | Italia (bandiera)  | D     | Luca Tedeschi       |
| 19 | Italia (bandiera)  | C     | Lorenzo Pasciuti    |
| 20 | Italia (bandiera)  | A     | Saveriano Infantino |
| 21 | Grecia (bandiera)  | D     | Arensi Rota         |
| 22 | Italia (bandiera)  | P     | Stefano Mazzini     |
| 23 | Francia (bandiera) | A     | Abdou Doumbia       |
| 24 | Italia (bandiera)  | C     | Thomas Schirò       |
| 26 | Italia (bandiera)  | D     | Nicolas Bresciani   |
| 27 | Italia (bandiera)  | D     | Davide Grassini     |
| 28 | Italia (bandiera)  | A     | Davide Cais         |
| 30 | Italia (bandiera)  | A     | Kevin Piscopo       |
| 32 | Italia (bandiera)  | C     | Luca Milesi         |

## Calciomercato

### Sessione estiva(dal 01/09 al 05/10)
| Acquisti | Acquisti          | Acquisti             | Acquisti      |
| R.       | Nome              | da                   | Modalità      |
| -------- | ----------------- | -------------------- | ------------- |
| P        | Stefano Mazzini   | Atalanta             | prestito      |
| D        | Lorenzo Borri     | Piacenza             | svincolato    |
| D        | Fabio Ermacora    | Udinese              | prestito      |
| D        | Davide Grassini   | Inter                | definitivo    |
| D        | Marco Imperiale   | Empoli               | prestito      |
| D        | Arensi Rota       | Monopoli             | definitivo    |
| D        | Federico Valietti | Genoa                | prestito      |
| C        | Andrea Luci       | Livorno              | svincolato    |
| C        | Kevin Piscopo     | Empoli               | prestito      |
| C        | Thomas Schirò     | Inter                | prestito      |
| A        | Davide Cais       | Arzignano Valchiampo | svincolato    |
| A        | Gianluca D'Auria  | Siena                | svincolato    |
| A        | Abdou Doumbia     | Reggina              | definitivo    |
| A        | Edoardo Fantini   | Real Forte Querceta  | fine prestito |
| A        | Giacomo Manzari   | Sassuolo             | prestito      |
| A        | Fabian Pavone     | Parma                | prestito      |
| A        | Kevin Piscopo     | Empoli               | svincolato    |

| Cessioni | Cessioni            | Cessioni         | Cessioni      |
| R.       | Nome                | a                | Modalità      |
| -------- | ------------------- | ---------------- | ------------- |
| P        | Francesco Forte     | Avellino         | svincolato    |
| D        | Simone Ciancio      | Avellino         | svincolato    |
| D        | Diego Conson        | Potenza          | definitivo    |
| D        | Samuele Damiani     | Empoli           | fine prestito |
| D        | Luigi D'Ignazio     | Napoli           | fine prestito |
| D        | Daniele Mignanelli  | Modena           | svincolato    |
| C        | Cassio Cardoselli   | Virtus Entella   | svincolato    |
| C        | Hamed Diawara       | San Marco Avenza | definitivo    |
| A        | Accursio Bentivegna | Juve Stabia      | svincolato    |
| A        | Massimo Maccarone   |                  | fine carriera |
| A        | Francesco Tavano    | Prato            | svincolato    |
| A        | Nicola Valente      | Palermo          | svincolato    |

### Sessione invernale(dal 04/01 al 01/02)
| Acquisti | Acquisti          | Acquisti | Acquisti   |
| R.       | Nome              | da       | Modalità   |
| -------- | ----------------- | -------- | ---------- |
| D        | Nicolas Bresciani |          | svincolato |
| C        | Luca Milesi       | Modena   | prestito   |
| A        | Luca Giudici      | Lecco    | prestito   |
| A        | Guido Marilungo   | Ternana  | prestito   |

| Cessioni | Cessioni         | Cessioni            | Cessioni   |
| R.       | Nome             | a                   | Modalità   |
| -------- | ---------------- | ------------------- | ---------- |
| C        | Davide Fortunati | Real Forte Querceta | prestito   |
| A        | Davide Cais      | Fermana             | definitivo |
| A        | Elio Calderini   | Cavese              | definitivo |
| A        | Edoardo Fantini  | Seravezza           | prestito   |

## Risultati

### Serie C

#### Girone di andata
| Carrara 27 settembre 2020, ore 15:00 CEST 1ª giornata | Carrarese                   | 0 – 0 referto | Pro Patria | Stadio dei Marmi (0 spett.)\| Arbitro: \| Bordin (Bassano del Grappa) \| |
| Arbitro:                                              | Bordin (Bassano del Grappa) |               |            |                                                                          |

| Arbitro: | Angelucci (Foligno) |

|  |           |                      |
|  | Marcatori | 20’ (rig.) Infantino |

| Arbitro: | Costanza (Agrigento) |

|                         |           |                   |
| Pasciuti 45’ Murolo 80’ | Marcatori | 70’ (rig.) Caponi |

| Arbitro: | Carrione (Castellammare di Stabia) |

|                      |           |             |
| Infantino 66’ (rig.) | Marcatori | 18’ Corbari |

| Lecco 17 ottobre 2020, ore 16:00 CEST 5ª giornata | Lecco               | 0 – 0 referto | Carrarese | Stadio Rigamonti-Ceppi (750 spett.)\| Arbitro: \| N. Marini (Trieste) \| |
| Arbitro:                                          | N. Marini (Trieste) |               |           |                                                                          |

| Arbitro: | Pirrotta (Barcellona Pozzo di Gotto) |

|                                   |           |  |
| Schirò 80’ Infantino 90+2’ (rig.) | Marcatori |  |

| Arbitro: | Vigile (Cosenza) |

|          |           |            |
| Bove 18’ | Marcatori | 76’ Murolo |

| Arbitro: | Maranesi (Ciampino) |

|  |           |                            |
|  | Marcatori | 54’ Corazza 69’ Castellano |

| Arbitro: | F. Longo (Paola) |

|  |           |                      |
|  | Marcatori | 16’ (rig.) Infantino |

| Arbitro: | Cascone (Nocera Inferiore) |

|  |           |                            |
|  | Marcatori | 31’ Giovinco 59’ Galuppini |

| Arbitro: | Panettella (Bari) |

|                   |           |                              |
| M. Di Gennaro 35’ | Marcatori | 28’ K. Piscopo 38’ Infantino |

| Arbitro: | Marotta (Sapri) |

|                                      |           |  |
| Foresta 6’ Infantino 14’ Manzari 63’ | Marcatori |  |

| Arbitro: | Acanfora (Castellammare di Stabia) |

|                 |           |                            |
| Montesano 90+3’ | Marcatori | 49’ Manzari 57’ K. Piscopo |

| Arbitro: | Centi (Viterbo) |

|                      |           |                   |
| Infantino 89’ (rig.) | Marcatori | 83’, 86’ Piccardo |

| Arbitro: | Di Cairano (Ariano Irpino) |

|                             |           |               |
| M. Gatto 2’ T. Arrigoni 78’ | Marcatori | 38’ Calderini |

| Arbitro: | Di Marco (Ciampino) |

|               |           |  |
| Infantino 57’ | Marcatori |  |

| Arbitro: | D'Ascanio (Ancona) |

|                |           |              |
| F. Bianchi 76’ | Marcatori | 7’ Infantino |

| Arbitro: | Carella (Bari) |

|  |           |                |
|  | Marcatori | 83’ F. Correia |

| Arbitro: | Marcenaro (Genova) |

|                                            |           |            |
| Zerbin 14’ Comi 26’ (rig.) Della Morte 36’ | Marcatori | 15’ Pavone |

#### Girone di ritorno
| Arbitro: | Ubaldi (Roma) |

|               |           |              |
| Le Noci 90+4’ | Marcatori | 8’ Marilungo |

| Arbitro: | Cavaliere (Paola) |

|  |           |            |
|  | Marcatori | 80’ Gualdi |

| Arbitro: | Bitonti (Bologna) |

|              |           |                |
| Magrassi 61’ | Marcatori | 64’ K. Piscopo |

| Arbitro: | Arena (Torre del Greco) |

|             |           |                      |
| Lamesta 86’ | Marcatori | 55’ (rig.) Marilungo |

| Arbitro: | Giordano (Novara) |

|               |           |                             |
| Marilungo 60’ | Marcatori | 19’ Paulo Azzi 43’ Iocolano |

| Arbitro: | Calzavara (Varese) |

|  |           |                           |
|  | Marcatori | 64’ Doumbia 67’ Marilungo |

| Arbitro: | Costanza (Agrigento) |

|                |           |                          |
| Caccavallo 37’ | Marcatori | 47’ Zunno 69’ Corsinelli |

| Arbitro: | Natilla (Molfetta) |

|                  |           |  |
| Eusepi 8’ (rig.) | Marcatori |  |

| Carrara 4 marzo 2021, ore 15:00 CET 28ª giornata | Carrarese        | 0 – 0 referto | Grosseto | Stadio dei Marmi (0 spett.)\| Arbitro: \| Zamagni (Cesena) \| |
| Arbitro:                                         | Zamagni (Cesena) |               |          |                                                               |

| Meda 7 marzo 2021, ore 21:00 CET 29ª giornata | Renate          | 0 – 0 referto | Carrarese | Stadio Città di Meda (0 spett.)\| Arbitro: \| G. Miele (Nola) \| |
| Arbitro:                                      | G. Miele (Nola) |               |           |                                                                  |

| Arbitro: | Giaccaglia (Jesi) |

|                                                         |           |                           |
| Infantino 4’ Giudici 32’ K. Piscopo 75’ Marilungo 90+4’ | Marcatori | 5’ Dubickas 10’ Mazzarani |

| Arbitro: | Baratta (Rossano) |

|            |           |  |
| Altare 42’ | Marcatori |  |

| Arbitro: | Madonia (Palermo) |

|  |           |                                    |
|  | Marcatori | 39’ Barazzetta 67’ (rig.) F. Perna |

| Arbitro: | Zucchetti (Foligno) |

|                         |           |  |
| Duca 13’ S. Ferrari 69’ | Marcatori |  |

| Arbitro: | Gualtieri (Asti) |

|  |           |                |
|  | Marcatori | 68’ F. Ferrari |

| Arbitro: | Scatena (Avezzano) |

|                                             |           |  |
| Gabbianelli 10’ Cori 41’ (rig.) Manconi 85’ | Marcatori |  |

| Arbitro: | Zufferli (Udine) |

|                                 |           |            |
| Manzari 28’ K. Piscopo 78’, 84’ | Marcatori | 90’ Panati |

| Arbitro: | Pirrotta (Barcellona Pozzo di Gotto) |

|                     |           |  |
| Vrioni 90+2’ (rig.) | Marcatori |  |

| Carrara 2 maggio 2021, ore 17:30 CEST 38ª giornata | Carrarese          | 0 – 0 referto | Pro Vercelli | Stadio dei Marmi (0 spett.)\| Arbitro: \| Feliciani (Teramo) \| |
| Arbitro:                                           | Feliciani (Teramo) |               |              |                                                                 |

### Coppa Italia
| Arbitro: | Volpi (Arezzo) |

|                                                |           |  |
| Infantino 3’ Schirò 7’ Rota 10’ Caccavallo 86’ | Marcatori |  |

| Arbitro: | Ros (Pordenone) |

|                  |           |  |
| Johnsen 65’, 90’ | Marcatori |  |

## Statistiche

### Statistiche di squadra
| Competizione | Punti | In casa | In casa | In casa | In casa | In casa | In casa | In trasferta | In trasferta | In trasferta | In trasferta | In trasferta | In trasferta | Totale | Totale | Totale | Totale | Totale | Totale | D.R. |
| Competizione | Punti | G       | V       | N       | P       | Gf      | Gs      | G            | V            | N            | P            | Gf           | Gs           | G      | V      | N      | P      | Gf     | Gs     | D.R. |
| ------------ | ----- | ------- | ------- | ------- | ------- | ------- | ------- | ------------ | ------------ | ------------ | ------------ | ------------ | ------------ | ------ | ------ | ------ | ------ | ------ | ------ | ---- |
| Serie C      | 44    | 19      | 6       | 4       | 9       | 19      | 20      | 19           | 5            | 7            | 7            | 15           | 20           | 38     | 11     | 11     | 16     | 34     | 40     | -6   |
| Coppa Italia | -     | 1       | 1       | 0       | 0       | 4       | 0       | 1            | 0            | 0            | 1            | 0            | 2            | 2      | 1      | 0      | 1      | 4      | 2      | +2   |
| Totale       | 44    | 20      | 7       | 4       | 9       | 23      | 20      | 20           | 5            | 7            | 8            | 15           | 22           | 40     | 12     | 11     | 17     | 38     | 42     | -4   |

### Andamento in campionato
| Giornata  | 1  | 2 | 3 | 4 | 5 | 6 | 7 | 8 | 9 | 10 | 11 | 12 | 13 | 14 | 15 | 16 | 17 | 18 | 19 | 20 | 21 | 22 | 23 | 24 | 25 | 26 | 27 | 28 | 29 | 30 | 31 | 32 | 33 | 34 | 35 | 36 | 37 | 38 |
| --------- | -- | - | - | - | - | - | - | - | - | -- | -- | -- | -- | -- | -- | -- | -- | -- | -- | -- | -- | -- | -- | -- | -- | -- | -- | -- | -- | -- | -- | -- | -- | -- | -- | -- | -- | -- |
| Luogo     | C  | T | C | C | T | C | T | C | T | C  | T  | C  | T  | C  | T  | C  | T  | C  | T  | T  | C  | T  | T  | C  | T  | C  | T  | C  | T  | C  | T  | C  | T  | C  | T  | C  | T  | C  |
| Risultato | N  | V | V | N | N | V | N | P | V | P  | V  | V  | V  | P  | P  | V  | N  | P  | P  | N  | P  | N  | N  | P  | V  | P  | P  | N  | N  | V  | P  | P  | P  | P  | P  | V  | P  | N  |
| Posizione | 12 | 8 | 2 | 5 | 6 | 4 | 4 | 4 | 2 | 3  | 3  | 3  | 3  | 4  | 6  | 3  | 4  | 6  | 8  | 8  | 9  | 9  | 10 | 10 | 10 | 10 | 11 | 11 | 11 | 9  | 14 | 11 | 13 | 14 | 15 | 15 | 15 | 16 |

Legenda:

Luogo: C = Casa; T = Trasferta. Risultato: V = Vittoria; N = Pareggio; P = Sconfitta.